# Scrobiculus oculatus
Scrobiculus oculatus är en stekelart som beskrevs av Henry Keith Townes, Jr. 1970. Scrobiculus oculatus ingår i släktet Scrobiculus och familjen brokparasitsteklar. Inga underarter finns listade i Catalogue of Life.